# 大理岩参
大理岩参（学名：Cicerbita oligolepis）是菊科岩参属的植物，是中国的特有植物。分布在中国大陆的云南等地，生长于海拔2,135米至2,440米的地区，目前尚未由人工引种栽培。

## 异名
- Cicerbita microrhyncha Chang